# Близянка
Близя́нка (пол.  Blizianka, русин. Близянка) — село в Польше в гмине Небылец Стшижувского повета Подкарпатского воеводства.

## География
Село располагается в 4 км от административного центра гмины села Небылец, 11 км от административного центра повета города Стшижув и 20 км от центра воеводства города Жешув. Возле села протекает река Близянка, которая является притоком реки Гвозьдзянки.

## История
Первые документированные сведения о селе относятся к 1491 году. С XV века село принадлежало шляхетскому роду Маховских. С 1841 по 1890 год Близянка была собственностью рода Закликов.
В 1581 году в селе проживало 19 человек, в 1785 году — 235 человек, в 1890 году — 494 году, в 1930 году — 540 человек, в 2001 году — 454 человек. До середины XIX века значительное большинство населения села было русинами. В 1785 году в селе проживало 205 русинов и 12 поляков. В конце XIX века в селе проживало 206 русинов и 288 поляков. После Второй мировой войн русины были высланы во время акции «Висла». Часть из них была переселена на Украину в окрестности Тернополя, другая часть — на присоединённые к Польше Западные земли.
В 1865 году в Близянке бы построен деревянный грекокатолический храм Успения Богородицы, который после высылки русинов в 1947 году был передан латинской общине. .
C 1975 по 1998 год Близянка входила в Жешувское воеводство.